# Eduardo Pérez
Eduardo Pérez Reyes (Culiacán, 28 aprile 1993) è un calciatore messicano, attaccante del Tampico Madero.

## Carriera
Cresciuto nel settore giovanile del Puebla, debutta in prima squadra l'8 agosto 2013, in occasione dell'incontro di Copa MX perso per 2-0 contro l'Est. Altamira.

## Statistiche

### Presenze e reti nei club
Statistiche aggiornate al 21 gennaio 2023.
| Stagione               | Squadra                | Campionato             | Campionato | Campionato | Coppe nazionali | Coppe nazionali | Coppe nazionali | Coppe continentali | Coppe continentali | Coppe continentali | Altre coppe | Altre coppe | Altre coppe | Totale | Totale |
| Stagione               | Squadra                | Comp                   | Pres       | Reti       | Comp            | Pres            | Reti            | Comp               | Pres               | Reti               | Comp        | Pres        | Reti        | Pres   | Reti   |
| ---------------------- | ---------------------- | ---------------------- | ---------- | ---------- | --------------- | --------------- | --------------- | ------------------ | ------------------ | ------------------ | ----------- | ----------- | ----------- | ------ | ------ |
| 2013-2014              | Puebla                 | LM                     | 0          | 0          | CM              | 6               | 0               |                    | -                  | -                  |             | -           | -           | 6      | 0      |
| 2014-2015              | Puebla                 | LM                     | 1          | 0          | CM              | 12              | 1               |                    | -                  | -                  |             | -           | -           | 13     | 1      |
| lug.-dic. 2015         | Lobos BUAP             | AM                     | 13         | 3          | CM              | 6               | 1               |                    | -                  | -                  |             | -           | -           | 19     | 4      |
| gen.-giu. 2016         | Puebla                 | LM                     | 6          | 1          | CM              | -               | -               | CL                 | 0                  | 0                  |             | -           | -           | 6      | 1      |
| 2016-2017              | Puebla                 | LM                     | 11         | 0          | CM              | 10              | 0               |                    | -                  | -                  |             | -           | -           | 21     | 0      |
| Totale Puebla          | Totale Puebla          | Totale Puebla          | 18         | 1          |                 | 28              | 1               |                    | 0                  | 0                  |             | -           | -           | 46     | 2      |
| 2017-2018              | Cafetaleros (T)        | AM                     | 31         | 5          | CM              | 6               | 5               |                    | -                  | -                  |             | -           | -           | 37     | 10     |
| 2018-gen. 2019         | Cafetaleros (T)        | AM                     | 0          | 0          | CM              | 0               | 0               |                    | -                  | -                  |             | -           | -           | 0      | 0      |
| Totale Cafetaleros (T) | Totale Cafetaleros (T) | Totale Cafetaleros (T) | 31         | 5          |                 | 6               | 5               |                    | -                  | -                  |             | -           | -           | 37     | 10     |
| gen.-giu. 2019         | Tampico Madero         | AM                     | 10         | 2          | CM              | 1               | 1               |                    | -                  | -                  |             | -           | -           | 11     | 3      |
| 2019-gen. 2020         | Juárez                 | LM                     | 3          | 0          | CM              | 4               | 1               |                    | -                  | -                  |             | -           | -           | 7      | 1      |
| gen.-giu. 2020         | Zacatepec              | AM                     | 7          | 1          | CM              | -               | -               |                    | -                  | -                  |             | -           | -           | 7      | 1      |
| 2020-2021              | Atlético Morelia       | LdE                    | 33         | 11         |                 | -               | -               |                    | -                  | -                  |             | -           | -           | 33     | 11     |
| 2021-2022              | Tampico Madero         | LdE                    | 32         | 10         |                 | -               | -               |                    | -                  | -                  |             | -           | -           | 32     | 10     |
| 2022-2023              | Santos Laguna          | LM                     | 4          | 0          |                 | -               | -               |                    | -                  | -                  |             | -           | -           | 4      | 0      |
| Totale carriera        | Totale carriera        | Totale carriera        | 151        | 33         |                 | 45              | 9               |                    | 0                  | 0                  |             | -           | -           | 196    | 42     |

## Palmarès

### Club

#### Competizioni nazionali
- Copa MX: 1

Puebla: Clausura 2015
- Ascenso MX: 1

Cafetaleros (T): 2017-2018